# Grand Prix schansspringen 2015
De Grand Prix schansspringen 2015 ging op 31 juli 2015 van start in het Poolse Wisła en eindigde op 27 september 2015 in het Oostenrijkse Hinzenbach. 
De Grand Prix voor mannen bestond dit seizoen uit twaalf individuele wedstrijden en twee wedstrijden voor landenteams. De Japanner Kento Sakuyama wist de Grand Prix op zijn naam te schrijven. 
De Grand Prix voor vrouwen bestond dit seizoen uit vijf individuele wedstrijden. De Japanse Sara Takanashi won de Grand Prix voor vrouwen.

## Mannen

### Kalender
| Datum      | Plaats       | Schans | Opmerking  | Eerste                                                                | Tweede                                                                 | Derde                                                                        |
| ---------- | ------------ | ------ | ---------- | --------------------------------------------------------------------- | ---------------------------------------------------------------------- | ---------------------------------------------------------------------------- |
| 31/07/2015 | Wisła        | HS134  | Team Avond | Polen Maciej Kot Piotr Żyła Dawid Kubacki Kamil Stoch                 | Duitsland Andreas Wank Stephan Leyhe Richard Freitag Andreas Wellinger | Noorwegen Johann André Forfang Kenneth Gangnes Phillip Sjøen Anders Fannemel |
| 01/08/2015 | Wisła        | HS134  | Avond      | Dawid Kubacki                                                         | Piotr Żyła                                                             | Kenneth Gangnes                                                              |
| 02/08/2015 | Zakopane     | HS134  |            | Afgelast                                                              | Afgelast                                                               | Afgelast                                                                     |
| 07/08/2015 | Hinterzarten | HS108  | Team Avond | Duitsland Severin Freund Stephan Leyhe Andreas Wellinger Andreas Wank | Polen Maciej Kot Piotr Żyła Dawid Kubacki Kamil Stoch                  | Noorwegen Rune Velta Phillip Sjøen Kenneth Gangnes Anders Fannemel           |
| 08/08/2015 | Hinterzarten | HS108  | Avond      | Dawid Kubacki                                                         | Severin Freund                                                         | Kento Sakuyama                                                               |
| 14/08/2015 | Courchevel   | HS132  | Avond      | Severin Freund                                                        | Kento Sakuyama                                                         | Peter Prevc                                                                  |
| 15/08/2015 | Einsiedeln   | HS117  | Avond      | Severin Freund                                                        | Peter Prevc                                                            | Kamil Stoch                                                                  |
| 29/08/2015 | Hakuba       | HS131  | Avond      | Michael Neumayer                                                      | Robert Kranjec                                                         | Kento Sakuyama                                                               |
| 30/08/2015 | Hakuba       | HS131  |            | Kento Sakuyama                                                        | Taku Takeuchi                                                          | Jakub Janda                                                                  |
| 05/09/2015 | Tsjaikovski  | HS140  | Avond      | Kenneth Gangnes                                                       | Robert Kranjec                                                         | Joachim Hauer                                                                |
| 06/09/2015 | Tsjaikovski  | HS140  | Avond      | Kenneth Gangnes                                                       | Jan Ziobro                                                             | Joachim Hauer                                                                |
| 12/09/2015 | Almaty       | HS140  | Avond      | Stefan Kraft                                                          | Robert Kranjec                                                         | Ilmir Hazetdinov                                                             |
| 13/09/2015 | Almaty       | HS140  | Avond      | Junshirō Kobayashi                                                    | Stefan Kraft                                                           | Kento Sakuyama                                                               |
| 27/09/2015 | Hinzenbach   | HS94   |            | Gregor Schlierenzauer                                                 | Peter Prevc                                                            | Kenneth Gangnes                                                              |

### Eindstand
| #  | Atleet            | Land | Punten |
| -- | ----------------- | ---- | ------ |
| 1  | Kento Sakuyama    | JPN  | 346    |
| 2  | Severin Freund    | GER  | 280    |
| 3  | Dawid Kubacki     | POL  | 249    |
| 4  | Peter Prevc       | SLO  | 171    |
| 5  | Jarkko Määttä     | FIN  | 156    |
| 6  | Piotr Żyła        | POL  | 142    |
| 6  | Kenneth Gangnes   | NOR  | 142    |
| 8  | Lukáš Hlava       | CZE  | 138    |
| 9  | Andreas Wellinger | GER  | 135    |
| 10 | Kamil Stoch       | POL  | 134    |

## Vrouwen

### Kalender
| Datum      | Plaats      | Schans | Opmerking | Eerste         | Tweede       | Derde                      |
| ---------- | ----------- | ------ | --------- | -------------- | ------------ | -------------------------- |
| 14/08/2015 | Courchevel  | HS96   | Avond     | Sara Takanashi | Yuki Ito     | Daniela Iraschko-Stolz     |
| 05/09/2015 | Tsjaikovski | HS106  | Avond     | Sara Takanashi | Maren Lundby | Line Jahr                  |
| 06/09/2015 | Tsjaikovski | HS106  | Avond     | Sara Takanashi | Yuki Ito     | Line Jahr                  |
| 12/09/2015 | Almaty      | HS106  | Avond     | Sara Takanashi | Nita Englund | Yuki Ito                   |
| 13/09/2015 | Almaty      | HS106  | Avond     | Sara Takanashi | Yuki Ito     | Jacqueline Seifriedsberger |

### Eindstand
| #  | Atleet                     | Land | Punten |
| -- | -------------------------- | ---- | ------ |
| 1  | Sara Takanashi             | JPN  | 500    |
| 2  | Yuki Ito                   | JPN  | 350    |
| 3  | Nita Englund               | USA  | 209    |
| 4  | Maren Lundby               | NOR  | 192    |
| 5  | Julia Clair                | FRA  | 187    |
| 6  | Line Jahr                  | NOR  | 184    |
| 7  | Špela Rogelj               | SLO  | 180    |
| 8  | Irina Avvakoemova          | RUS  | 154    |
| 9  | Jacqueline Seifriedsberger | AUT  | 150    |
| 10 | Sofia Tichonova            | RUS  | 140    |